# El Paraíso
El Paraíso – departament w południowym Hondurasie, nad Oceanem Spokojnym. Zajmuje powierzchnię 7218 km². W 2001 roku departament zamieszkiwało ok. 350 tys. mieszkańców. Siedzibą administracyjną jest Yuscarán.
Składa się z 19 gmin:

- Alauca
- Danlí
- El Paraíso
- Guinope
- Jacaleapa
- Liure
- Morocelí
- Oropolí
- Potrerillos
- San Antonio de Flores
- San Lucas
- San Matías
- Soledad
- Teupasenti
- Texiguat
- Trojes
- Vado Ancho
- Yauyupe
- Yuscarán